# 아이윌 송
《아이윌 송》은 2021년에 개봉한 대한민국의 영화이다.

## 캐스팅
- 함은정 : 물결 역
- 김태형 : 바람 역
- 노행하 : 소원 역
- 박현진 : 미정 역
- 김민체 : 물결 모 역
- 이상훈 : 대주 역
- 서예안 : 예지 역
- 정재용 : 준수 역
- 김정인 : 약사 역
- 권훈 : 프로듀스 역
- 구하림 : 안경사 역
- 정하율 : 연습생 역
- 채민강 : 기타 여중생 역
- 성모 : 호진 역 (특별출연)
- 송영재 : 명철 역 (특별출연)